# Mosnang
Mosnang é uma comuna da Suíça, no Cantão São Galo, com cerca de 2.890 habitantes. Estende-se por uma área de 50,46 km², de densidade populacional de 57 hab/km². Confina com as seguintes comunas: Bütschwil, Fischenthal (ZH), Fischingen (TG), Goldingen, Kirchberg, Krinau, Lütisburg, Sankt Gallenkappel, Sternenberg (ZH), Wattwil.
A língua oficial nesta comuna é o Alemão.

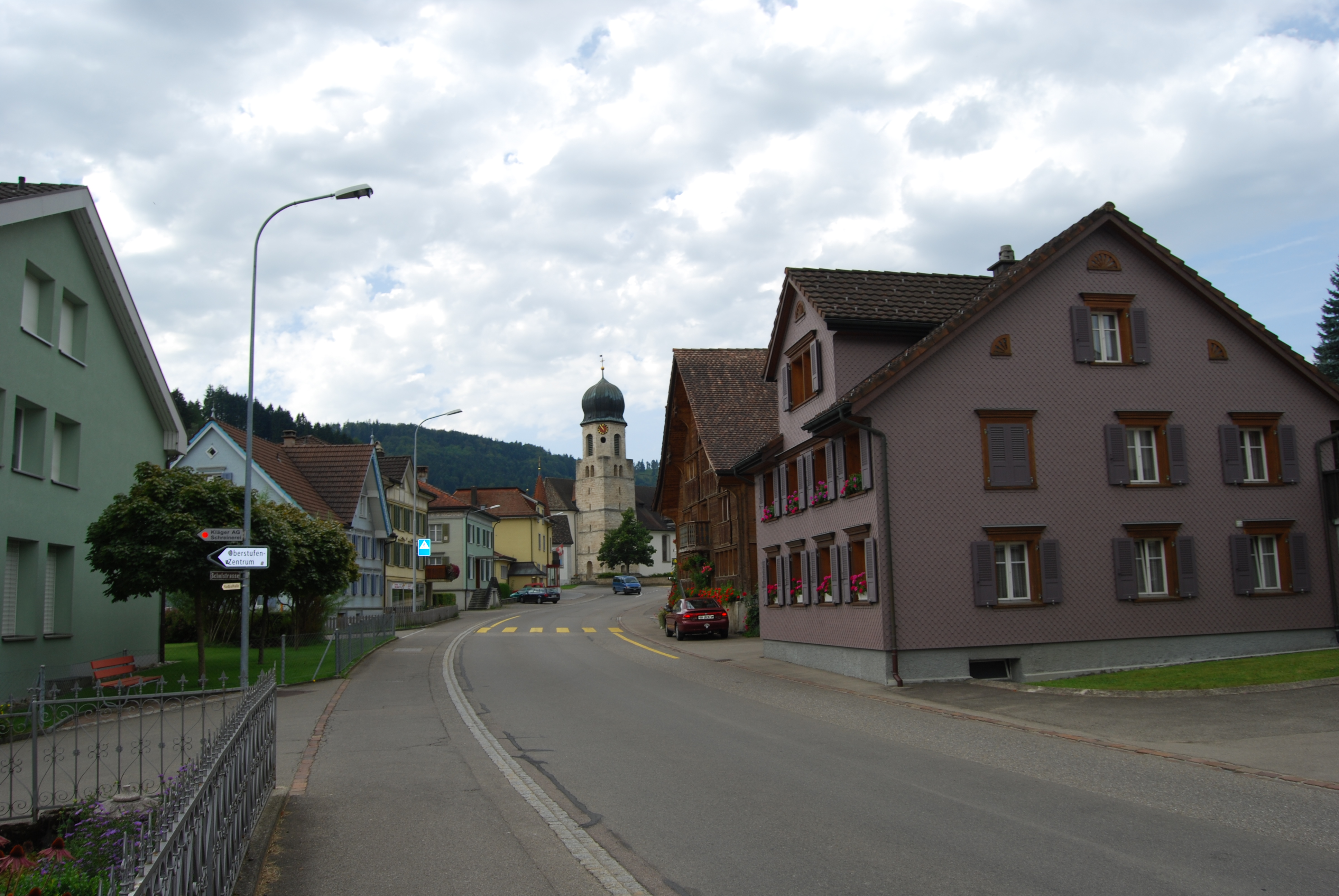
Mosnang